# Feodora Schmidt
Feodora „Dolly“ Schmidt (* 19. Februar 1914 in Breslau; † 30. November 1997 in Bad Soden) war eine deutsche Pilotin. Sie stellte 1937 auf Sylt einen Rekord im Dauersegelflug auf.

## Leben
Als Tochter vermögender Fabrikbesitzer in Breslau geboren, besuchte Feodora Schmidt zunächst das Lyzeum ihrer Heimatstadt sowie die höhere Handelsschule. Als Büroangestellte im Betrieb eines väterlichen Bekannten, welcher im Ersten Weltkrieg als Flieger gedient hatte, wurde ihre seit der Jugend ausgeprägte Begeisterung für die Fliegerei befeuert und sie bekam die Gelegenheit zu einigen Mitflügen. Ihr Wunsch selbst eine Motorfluglizenz zu erwerben wurde von den Eltern strikt abgelehnt. Als Kompromiss durfte sie zunächst der Breslauer Segelfluggruppe beitreten.
Ende 1933 nahm sie an einem Segelflugkurs in Grunau teil, wo sie in kurzer Folge ihre A- und B-Prüfung absolvierte. Im Frühjahr legte sie die C-Prüfung ab. Bei Ernst Jachtmann von der Deutschen Forschungsanstalt für Segelflug (DFS) belegte sie 1935 einen Kurs im ingenieursmäßigen Segelfliegen in Darmstadt, wo sie wenig später auch ihre Berechtigungen im Kunstflug und Flugzeugschlepp erwarb. Zur Finanzierung arbeitete sie in der Verwaltung der DFS.
Auf Einladung Jachtmanns erflog sie, im Frühsommer 1937 von Startplatz Wenningstedt auf Sylt aus, am 24. Juni den deutschen Rekord im Dauerflug für Frauen mit 14 Stunden 7 Minuten. Nachdem diese Bestmarke bereits am 30. Juni wieder überboten wurde, unternahm sie weitere Versuche. Mit ihrem 23 Stunden und 42 Minuten dauernden Flug vom 7. auf den 8. Juli gelang ihr abermals ein Rekordflug.

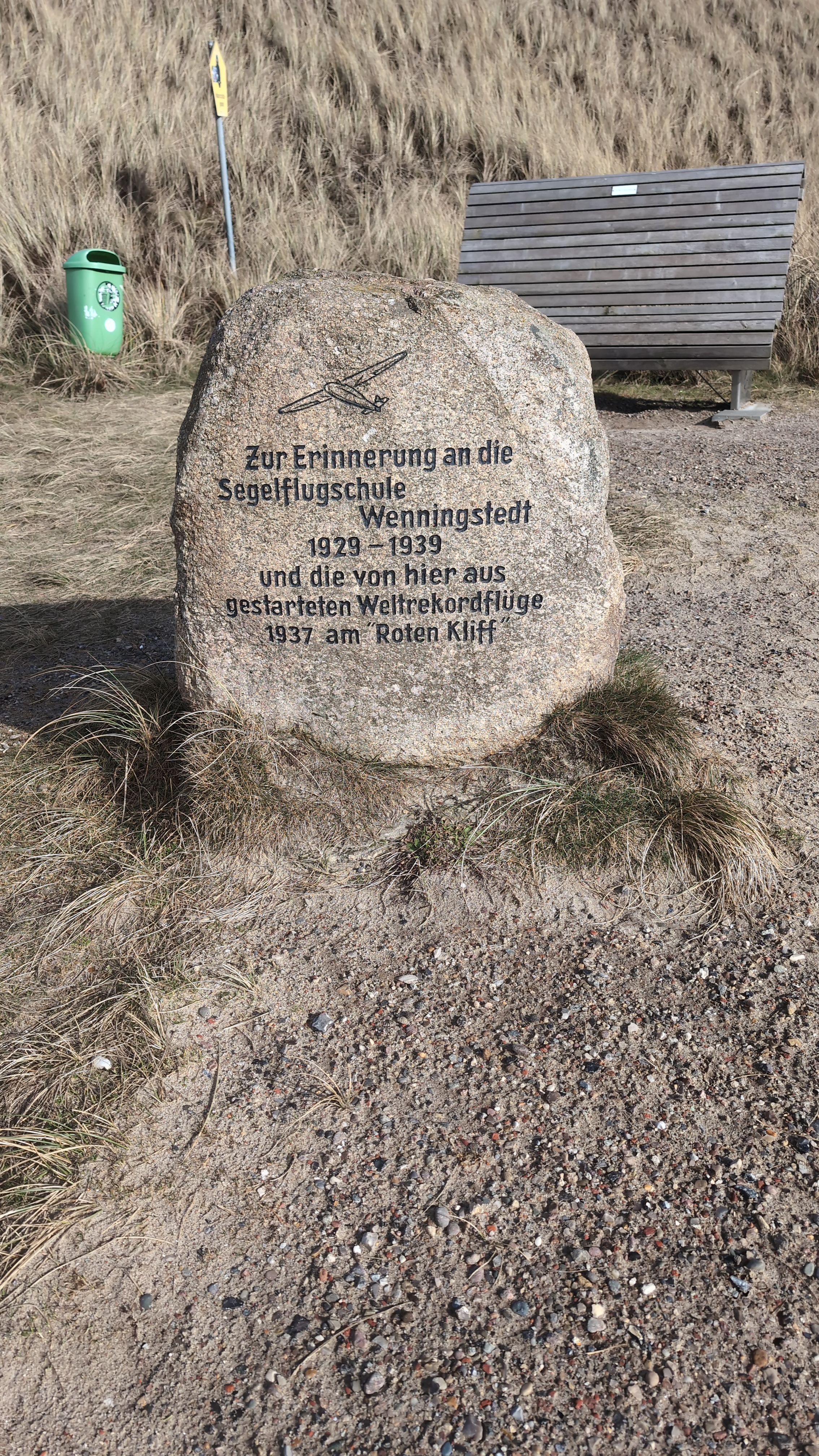
Gedenkstein Segelflugschule Wenningstedt (1929–1939) und Weltrekord-Flüge 1937 am Roten Kliff

Im Zuge der Umstrukturierung des deutschen Flugsports und der Umwandlung des Deutschen Luftsportverbands (DLV) in das Nationalsozialistische Fliegerkorps (NSFK) wurde ihr in Aussicht gestellt, die reichsweite Leitung der deutschen Frauensegelflug-Gruppen zu übernehmen. Bedingung hierfür war eine Ausbildung zu Sportlehrerin, die sie jedoch aus gesundheitlichen Gründen nicht abschloss.
In der Folgezeit und im Krieg war sie bei verschiedenen Luftfahrtfirmen und der Besatzungsverwaltung in Frankreich u. a. als Fremdsprachensekretärin beschäftigt. Kurz vor Kriegsende brachte sie eine Tochter zur Welt.
Nach der Wiederzulassung des Segelflugs 1952 war sie bis zum Ende der 1960er Jahre wieder als Segelfliegerin aktiv.